# Вест Ворам (Масачусетс)
Вест Ворам (енгл. West Wareham) насељено је место без административног статуса у америчкој савезној држави Масачусетс.

## Демографија
По попису из 2010. године број становника је 2.064, што је 156 (8,2%) становника више него 2000. године.
| Група             | 2000.         | 2010.         |
| Белци             | 1.614 (84,6%) | 1.717 (83,2%) |
| Афроамериканци    | 42 (2,2%)     | 83 (4,0%)     |
| Азијати           | 7 (0,4%)      | 16 (0,8%)     |
| Хиспаноамериканци | 26 (1,4%)     | 38 (1,8%)     |
| Укупно            | 1.908         | 2.064         |